# Pierre Simon (1885-1977)
Pour les articles homonymes, voir Simon et Pierre Simon.
Pierre Simon, né à Valernes le 18 mai 1885 et mort le 24 juillet 1977 à Paris 7e, est un ingénieur français, 1er président d'EDF.

## Biographie
Pierre Simon naît fils de paysans de Haute-Provence. Il devint élève des écoles chrétiennes des Mées, puis de l'Institution Sainte-Geneviève à Versailles. Polytechnicien, ingénieur des ponts et chaussées à Gap, chef de cabinet du ministre des Travaux publics en 1924, puis ingénieur en chef des Forces hydrauliques à Grenoble en 1925, quelques années plus tard, il prend la tête du service des Ponts et Chaussées de l'Isère. Fin 1936, il est appelé à la Direction des Forces Hydrauliques et des Distributions d'Énergie électrique au ministère des Travaux publics. Il prend une part essentielle dans l'établissement du plan dit « des 3 milliards » qui relance l'équipement électrique du pays à partir de juin 1938, et dans la négociation avec la Fédération de l'Éclairage qui débouche sur une amélioration de la situation du personnel.
En juin 1940, Vichy réorganise les ministères; une direction de l'Électricité est créée, rattachée au ministère de la Production industrielle. En octobre, il est révoqué et affecté au Conseil général des ponts et chaussées. Il entre alors dans le privé, en prenant la direction d'une société de travaux du groupe Durand, l'Entreprise Industrielle.
Pendant la guerre, il est résistant et garde le contact avec Marcel Paul et la Fédération illégale de l'Éclairage. À la Libération, il participe à quelques réunions de la commission « nationalisation de l'électricité » du CNR. Après le vote de la loi, il accepte la proposition de Marcel Paul et devient le premier président d'EDF.
À partir du début 1947, Robert Lacoste lui demande de prendre des mesures contre le personnel et la majorité du gouvernement veut imposer à EDF-GDF sa politique tarifaire : le 2 mai, il démissionne. Il revient à l'Entreprise industrielle, dont il sera président d'honneur à la fin de sa vie.